# بازگشت به قلعه ولفنشتاین
بازگشت به قلعه ولفنشتاین (انگلیسی: Return to Castle Wolfenstein) یک بازی ویدئویی در سبک تیراندازی اول شخص است که توسط اکتیویژن و در سال ۲۰۰۱ و در پلت‌فرم‌های لینوکس، اکس‌باکس، پلی‌استیشن ۲ و مایکروسافت ویندوز منتشر شده است. این بازی در سال ۱۳۸۱ با صدای گوینده‌های رادیو و تلویزیون دوبله و در سراسر ایران منتشر شد.